# آنتونی هاول
آنتونی هاول (انگلیسی: Anthony Howell؛ زادهٔ ۲۷ ژوئن ۱۹۷۱) بازیگر اهل بریتانیا است. وی از سال ۱۹۹۹ میلادی تاکنون مشغول فعالیت بوده‌است.
از فیلم‌ها یا برنامه‌های تلویزیونی که وی در آن نقش داشته‌است، می‌توان به بازرس فویل، نیروی نهایی، هاوکینگ، دراکولا، آقای سلفریج، مسیرهای عبور و زن طلایی‌پوش اشاره کرد. وی همچنین صداپیشگی چند بازی ویدئویی را به عهده داشته‌است که از آن میان، می‌توان جهان وارکرفت: سرزمین‌های سایه، سلطنت‌شکن: افسانه ویچر، ومپیر، سوماً، عصر اژدها: تفتیش عقاید، بیگانه: جداسازی و کسلوانیا: اربابان سایه ۲ را نام برد.